# Tibor Süle
Tibor Süle (* 15. August 1933 in Budapest) ist ein ungarisch-deutscher Osteuropahistoriker, Bibliothekar und Hochschullehrer. 

## Leben und Wirken
Nach seiner Reifeprüfung 1951 in Budapest (im ehemaligen und dann staatlichen Gymnasium der Zisterzienser) widmete Süle sich der Ausbildung als Diplom-Bibliothekar und besuchte die Pädagogische Hochschule in Budapest, das Examen legte er dort 1955 ab. Bis Herbst 1956 war er anschließend als Leiter der Landkreisbibliothek in Tab (Ungarn) beschäftigt. Nach seinem Wechsel nach Deutschland studierte er seit dem Sommersemester 1958 Osteuropäische Geschichte, Soziologie und Politikwissenschaft an der Eberhard Karls Universität Tübingen und promovierte hier 1965 bei dem Osteuropahistoriker Dietrich Geyer. Bis 1970 war er am Tübinger Institut für Osteuropäische Geschichte als wissenschaftlicher Assistent tätig. Als Bibliotheksreferendar an der Württembergischen Landesbibliothek trat Süle 1970 in die Ausbildung für den höheren Bibliotheksdienst ein und legte 1972 am Bibliothekar-Lehrinstitut des Landes Nordrhein-Westfalen die Fachprüfung hierfür ab. Seither war er als Lehrer (Dozent) an dieser bibliothekarischen Ausbildungsstätte (später: Fachhochschule für Bibliotheks- und Dokumentationswesen) in Köln tätig, seit 1982 als Professor. Hier unterrichtete er vor allem Bibliotheksverwaltung, Bibliothekssoziologie und Leserforschung.

## Veröffentlichungen
- Sozialdemokratie in Ungarn. Zur Rolle der Intelligenz in der Arbeiterbewegung 1899–1910 (= Beiträge zur Geschichte Osteuropas, Bd. 6). Böhlau, Köln 1967 (Dissertation Universität Tübingen).
- Bücherei und Ideologie. Politische Aspekte im "Richtungsstreit" deutscher Volksbibliothekare, 1910–1930 (= Arbeiten aus dem Bibliothekar-Lehrinstitut des Landes Nordrhein-Westfalen, Bd. 42). Greven, Köln 1972, ISBN 3-7743-0542-0.
- Mangelfächer für den höheren Dienst an wissenschaftlichen Bibliotheken. Zu einem Problem bibliothekarischer Berufsrekrutierung in der Bundesrepublik Deutschland. Greven, Köln 1974, ISBN 3-7743-0661-3.
- Personalstruktur, Personalpolitik, Personalführung. In: Mitteilungsblatt / Verband der Bibliotheken des Landes Nordrhein-Westfalen, Bd. 25 (1975), S. 338–350.
- Die gesellschaftliche Rolle der deutschen öffentlichen Bibliothek im Wandel 1945–1975. Ein Lesebuch. Deutscher Bibliotheksverband, Berlin 1976, ISBN 3-87068-715-0.
- Überlegungen zur Vielgestaltigkeit von Organisation. In: Tibor Süle/Ellen Branthin (Hrsg.): Organisation und Bibliotheksarbeit. Sozialwissenschaftliche und betriebswirtschaftliche Perspektiven in ausgewählten Beiträgen (= Materialien der Arbeitsstelle für das Bibliothekswesen, Bd. 19). Deutscher Bibliotheksverband, Berlin 1977, S. 9–16, ISBN 3-87068-719-3.
- Die Militäranwärter als Personalproblem der zivilen Staatsverwaltung im wilhelminischen Preußen. In: Die Verwaltung, Bd. 19 (1986), S. 197–212.
- Kommunale Handels- und Verwaltungshochschulen in der deutschen Beamtenausbildung und Fortbildung 1879–1918. In: Die Verwaltung, Bd. 19 (1986), S. 475–500.
- Preußische Bürokratietradition. Zur Entwicklung von Verwaltung und Beamtenschaft in Deutschland 1871–1918 (= Kritische Studien zur Geschichtswissenschaft, Bd. 81). Vandenhoeck & Ruprecht, Göttingen 1988, ISBN 3-525-35743-5.